# Labarthe-Bleys
Labarthe-Bleys är en kommun i departementet Tarn i regionen Occitanien i södra Frankrike. Kommunen ligger i kantonen Cordes-sur-Ciel som tillhör arrondissementet Albi. År 2022 hade Labarthe-Bleys 73 invånare.

## Befolkningsutveckling
Antalet invånare i kommunen Labarthe-Bleys
| Referens: INSEE |